# Alexis Dumont

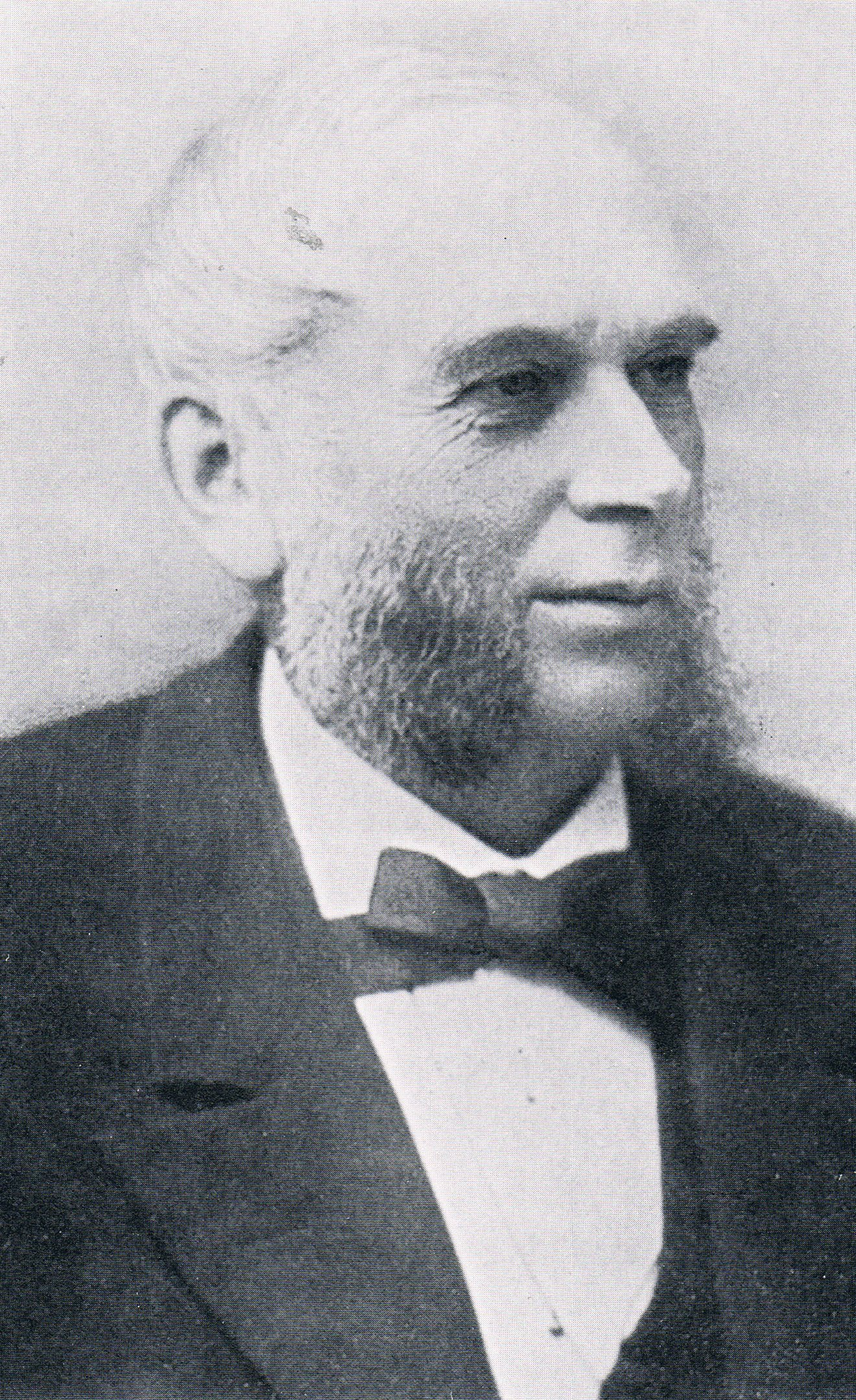
Alexis Dumont

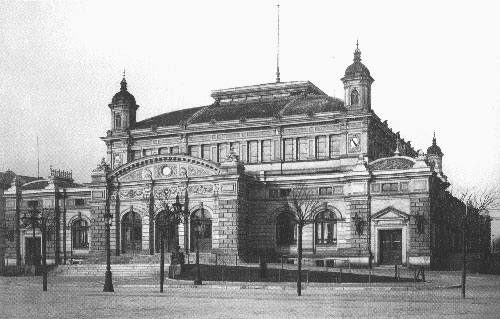
Stadthalle Mainz, gebaut 1882 bis 1884

Konrad Alexis Dumont (* 23. Juli 1819 in Mainz; † 23. Juni 1885 ebenda) war ein deutscher Rechtsanwalt. 
Dumont wurde nach dem Tod von Carl Wallau am 26. September 1877 dessen Nachfolger als Bürgermeister von Mainz und blieb es bis zu seinem Tod.

## Leben
Alexis Dumont war der Sohn des Bestatters und Spediteurs Friedrich Dumont und dessen Ehefrau Anna geborene Klehe aus Mainz. Dumont, der katholischer Konfession war, heiratete in erster Ehe Johanna Sophie (geborene Krämer, * 12. August 1861 in Mainz; † 10. Dezember 1863) und am 29. Dezember 1877 in zweiter Ehe Johannette Wilhelmine Antonia (geborene Kraus, † 29. Juni 1880). Aus der ersten Ehe ging die Tochter Marie Anna Rosalie Sophie Dumont (* 16. Juni 1863 in Mainz) hervor.
Alexis Dumont besuchte das Gymnasium Mainz und studierte Rechtswissenschaften in Gießen und Heidelberg. Am 12. Februar 1841 promovierte er an der Universität Gießen zum Dr. jur. 
1843 bis 1849 arbeitete er als Akzessist in verschiedenen Mainzer Anwaltskanzleien, unter anderem bei Heinrich Karl Aull. 1846 verbrachte er in Paris. Er war Rechtsanwalt in Mainz. 
Seit dem 11. November 1849 hatte er eine Zulassung als Advokatenanwalt bei den Gerichten der Provinz Rheinhessen sowie dem Oberappellationsgerichts- und Kassationsgerichtshof in Darmstadt.

## Politik
Dumont war ein bekannter großdeutscher, preußenfeindlicher Politiker. Er war zunächst Mitglied der 1861 gegründeten Deutschen Fortschrittspartei und später der DVP (Demokratische Volkspartei). 
1862 bis 1878 war er Mitglied der Zweiten Kammer der Landstände des Großherzogtums Hessen. Er wurde für den Wahlbezirk Mainz-Stadt I gewählt. 
Die Wahlmänner der Stadt Mainz wählten ihn 1862 einstimmig. Die Regierung legte gegen die Wahl Einspruch ein: Um den notwendigen Zensus zu erfüllen, hatte er bei der Wahl Unterlagen vorgelegt, die bewiesen, dass er Eigentümer eines Hauses in Mainz war. Allerdings musste der Zensus nicht allein im Wahljahr, sondern für die letzten drei Jahre belegt werden. Die Wahlprüfung durch die zweite Kammer endete am 25. November 1862 mit dem Beschluss der Kammer, die Wahl nicht anzuerkennen. Am 4. Dezember fand eine Nachwahl statt. Auch hier wurde Dumont einstimmig gewählt. Um den Nachweis des erfüllten Zensus zu liefern, legte er Staatsanleihen über 25.000 Gulden vor. Nun bestätigte die Kammer die Wahl und Dumont konnte ab dem 17. Dezember 1862 sein Mandat wahrnehmen.
1865 bis 1866 war er zweiter Präsident der Kammer. 
1868 und 1871 unterlag er Ludwig Bamberger bei den Wahlen zum Reichstag. 
Er verteidigte Bischof Wilhelm Emmanuel von Ketteler im Kulturkampf in mehreren Prozessen.
Am 26. September 1877 wurde er durch Los gegen Bernhard Jaup zum Bürgermeister der Stadt Mainz gewählt. 
Dumont ließ die Rheinallee, die Wallstraße und die Bahnhofstraße anlegen. Der neue Hauptbahnhof sowie der damalige „Bahnhof Neutor“, später „Südbahnhof“, heute Bahnhof Mainz Römisches Theater wurden von ihm eröffnet, ebenso die (im Zweiten Weltkrieg zerstörte) Stadthalle und die Straßenbrücke nach Mainz-Kastel.
Am 12. September 1881 wurde ihm der Titel des Oberbürgermeisters verliehen.
Die Graphische Sammlung Dumonts ging als Schenkung an das Landesmuseum Mainz und bildete dort den Grundstock der Abteilung Druckgraphiken.
Dumont starb 1885 während seiner Amtszeit.